# Great Northern Peninsula
Het Great Northern Peninsula (kortweg Northern Peninsula) is een schiereiland van bijna 17.000 km² dat het noordwestelijke deel van het Canadese eiland Newfoundland vormt. Het schiereiland grenst in het westen aan de Saint Lawrencebaai, in het noorden aan de Straat van Belle Isle en in het oosten aan de Atlantische Oceaan. De noordoostelijke havenplaats St. Anthony is bij verre de grootste gemeente van het Great Northern Peninsula.

## Geografie
Het Great Northern Peninsula heeft een lengte van ongeveer 270 km en een maximale breedte van 90 km. De vorm van het schiereiland heeft veel weg van een rechthoek, met Pistolet Bay in het noorden en Hare Bay in het noordoosten als imperfecties. Andere baaien, zoals St. John Bay, St. Margaret Bay, Canada Bay en Great Islets Harbour, vormen veel beperktere indentaties in het landschap.
Het schiereiland wordt gekenmerkt door de Longe Range, een bergketen die een noordelijke uitloper van de Appalachen is. Vooral in het zuiden is deze bergketen uitgesproken. Daar ligt het Nationaal Park Gros Morne, dat vanwege zijn uitzonderlijke geologie als natuurlijk werelderfgoed erkend is. Ter hoogte van St. John Bay liggen de tot de Long Range behorende Highlands of St. John.
In het zuiden wordt het schiereiland begrensd door Bonne Bay (westkust) en het zuidelijkste punt van White Bay (oostkust). Het Great Northern Peninsula kent uitsluitend relatief kleine subschiereilanden (waaronder New Ferolle, Cape Rouge en Conche) en telt duizenden meren (waaronder Ten Mile Lake, Coles Pond, Leg Pond en Western Brook Pond). Het schiereiland telt ook een aantal rivieren, waaronder Beaver Brook en de Castors. 
Het dorp Savage Cove ligt op het punt waar Newfoundland en Labrador het dichtst bij elkaar liggen, namelijk iets minder dan 20 km. Helemaal in het noorden ligt Cape Norman, het noordelijkste punt van het eiland Newfoundland. Er liggen voorts drie grote eilanden voor de kust van het Great Northern Peninsula: St. John Island in het westen en de twee Grey-eilanden in het oosten. Vlak voor de noordoostkust liggen nog de Fischoteilanden.

### Plaatsen
Het Great Northern Peninsula telt naast een groot aantal gemeentevrije dorpen ook 25 plaatsen met gemeentestatus (towns). Vijftien gemeenten liggen aan de westkust, die het dichtstbevolkt is en via Route 430 goed ontsloten is. Twee gemeenten liggen aan het noordelijke uiteinde van het schiereiland en slechts acht gemeenten liggen aan de oostkust. Alle gemeenten staan hieronder tezamen met hun inwoneraantal (2016) vermeld.
| - Rocky Harbour – 947 - Port au Choix – 789 - Port Saunders – 674 - Norris Point – 670 - Cow Head – 428 - Parson's Pond – 345 - Hawke's Bay – 315 - Anchor Point – 314 - Flower's Cove – 270 - Daniel's Harbour – 253 - St. Pauls – 238 - River of Ponds – 215 - Bird Cove – 179 - Bellburns – 53 - Sally's Cove – 20 | - Raleigh – 177 - Cook's Harbour – 123 - St. Anthony – 2.258 - Roddickton-Bide Arm – 999 - St. Lunaire-Griquet – 604 - Englee – 527 - Jackson's Arm – 284 - Main Brook – 243 - Goose Cove East – 174 - Conche – 170 |

Bij de grotere gemeentevrije dorpen horen onder andere Savage Cove, Sandy Cove, Green Island Cove, Brig Bay, Shoal Cove West en Great Brehat. Het schiereiland telt ook verschillende spookdorpen en andere plaatsen zonder permanente inwoners, waaronder Big Brook, Canada Harbour, Great Harbour Deep, Ireland's Bight, Lock's Cove, Robert en Spring Village.

## Geschiedenis

### Prehistorie
De plaats Port au Choix, aan de westkust, is beroemd en sinds 1970 erkend als National Historic Site of Canada vanwege de twee rijke archeologische sites die zich er bevinden. Een eerste site bestaat voornamelijk uit een grote begraafplaats die stamt uit de Maritiem-Archaïsche cultuur en die in gebruik was van ca. 2400 tot 1200 voor Christus. Een tweede site is een grote bewoningssite die bestond uit meer dan 50 gebouwen van Paleo-Eskimo's. Deze was zowel tijdens de periode van de Groswatercultuur (ca. 800 voor tot 100 na Christus) als van de Dorsetcultuur (1e–16e eeuw na Christus) in gebruik. Er is een museum gebouwd dat archeologische vondsten tentoonstelt en de bezoeker meer leert over de inheemse cultuur.

### Vikingen
Rond het jaar 1000 arriveerden er Vikingen in het uiterste noorden van Newfoundland. Ze bouwden er een kleine nederzetting die vandaag bekend staat onder de naam L'Anse aux Meadows. Dit is de enige erkende Vikingnederzetting in Noord-Amerika (buiten Groenland) en is daarom door UNESCO erkend als een Werelderfgoedsite. De Vikingen bleven er echter slechts enkele decennia, waarna de site verlaten werd. De vijandige contacten met zogenaamde skrælingen (vermoedelijk de lokale Beothukbevolking) speelden hierin vermoedelijk een rol. De ontdekking van Amerika geraakte geleidelijk aan in vergetelheid en leefde enkel nog door in sagen.

### Latere geschiedenis
Tijdens een expeditie in 1497 heeft ontdekkingsreiziger John Cabot het eiland waarschijnlijk herontdekt. In de vroege 16e eeuw maakten West-Europese vissers jaarlijks reeds massaal de oversteek om te gaan vissen voor de bijzonder rijke viswateren voor het Great Northern Peninsula (en andere delen van Newfoundland). Het ging voornamelijk over vissers uit de Franse regio's Bretagne, Frans-Baskenland en Normandië, al was er ook een groeiende aanwezigheid van Britten en Ieren. Het betrof voornamelijk seizoensvisserij, wat inhield dat de vissers na het visseizoen weer huiswaarts keerden. 
De Vrede van Utrecht (1713) tussen het Verenigd Koninkrijk en Frankrijk officialiseerde de Franse visserij- en visverwerkingsrechten voor een deel van de kust van de vanaf dan voor de rest volledig Britse kolonie Newfoundland. Langsheen vrijwel de volledige kust van het Great Northern Peninsula verwierven de Fransen deze rechten; behalve ten zuiden van Point Riche. Na de Vrede van Versailles verschoof de afbakening van de "Franse kust van Newfoundland" en verwierven de Fransen visserijrechten langsheen de volledige kust van het schiereiland.
Franse vissers mochten zich sinds 1713 echter niet permanent vestigen, noch overwinteren in hun vele kleine kustnederzettingen. Daarom werden zogenaamde gardiens (bewakers) aangesteld. Dit waren voornamelijk Ierse vissers die zich permanent in deze plaatsen vestigden en zich tijdens de Fransen hun aanwezigheid ontfermden over de Franse bezittingen aldaar. Deze permanent aan de kust gevestigde gardiens liggen aan de oorsprong van vrijwel alle plaatsen aan de "French Shore". Zij bleven ook na de afschaffing van de Franse visserijrechten in 1904, wat verklaart waarom de inwoners van vrijwel alle plaatsen er vandaag van Ierse eerder dan Franse origine zijn. Een groot aantal dorpen draagt echter tot op de dag van vandaag een Franstalige plaatsnaam (zoals Englee, Conche, St. Lunaire-Griquet en Port au Choix).
Net als elders in de provincie kreeg ook het Great Northern Peninsula te maken met het provinciale hervestigingsbeleid van dat aanvatte in het midden van de 20e eeuw. Dit hield in dat kleine, afgelegen dorpsgemeenschappen in hun volledigheid verhuisd werden naar grotere plaatsen. Een voorbeeld van zo'n plaats is Kearney's Cove, dat hervestigd werd in 1959. Ook recenter zijn er nog enkele voorbeelden, zoals Big Brook, dat verlaten werd in 2004.

## Demografie
Het Great Northern Peninsula vormt bij de Canadese census geen demografische divisie op zichzelf, waardoor er dus geen rechtstreekse bevolkingsinformatie over te vergaren valt. Het gebied dat bij de census bekend staat als Divisie Nr. 9 van de provincie Newfoundland en Labrador komt echter vrijwel volledig overeen met het schiereiland – zij het zonder de zuidoostelijke hoek ervan. Dat zuidoostelijke deel bestaat uit Divisie Nr. 5, Subdivisie G.
Demografisch gezien kent het afgelegen schiereiland, net zoals grote delen van de rest van Newfoundland, de voorbije jaren een stevige achteruitgang. Tussen 1991 en 2021 daalde de bevolkingsomvang van 23.854 naar 14.248. Dat komt neer op een daling van 9.606 inwoners (-40,3%) in 30 jaar tijd.
| Demografische ontwikkeling van het Great Northern Peninsula tussen 1991 en 2021 |
| ------------------------------------------------------------------------------- |
|                                                                                 |
| Bron: Statistics Canada (1991–1996, 2001–2006, 2011–2016, 2021)                 |

### Taal
In 2016 had 99,3% van de inwoners van het Great Northern Peninsula het Engels als (al dan niet gedeelde) moedertaal; vrijwel alle anderen waren de taal machtig. Hoewel slechts 25 mensen (0,2%) het Frans als (al dan niet gedeelde) moedertaal hadden, waren er 195 mensen (1,3%) die die andere Canadese landstaal konden spreken. De op twee na meest gekende taal was het Arabisch met 65 sprekers (0,4%).

## Gezondheidszorg
De verantwoordelijkheid voor gezondheidszorgverlening op het schiereiland is verdeeld onder twee gezondheidsautoriteiten. De noordelijke helft van het schiereiland valt onder de bevoegdheid van Labrador-Grenfell Health, terwijl de zuidelijke helft onder bevoegdheid van Western Health valt. Het Charles S. Curtis Memorial Hospital in St. Anthony is het enige ziekenhuis van het schiereiland. Het Great Northern Peninsula telt ook vier gezondheidscentra (in Norris Point, Port Saunders, Flower's Cove en Roddickton); dat zijn grote zorginstellingen die iets minder gespecialiseerd zijn als een ziekenhuis.
Het schiereiland telt voorts één langetermijnzorgcentrum in St. Anthony en vijf lokale "medische klinieken" (medical clinics). Deze medische klinieken vallen alle vijf onder Western Health en bevinden zich in Cow Head, Daniel's Harbour, Parson's Pond, Pollard's Point en Jackson's Arm.

## Natuur
Aan de noord- en noordwestkust van het schiereiland komen twee uiterst zeldzame kruidachtige bloemplanten voor uit het geslacht Braya. Het betreft Braya longii en Braya fernaldii, twee soorten die nergens anders ter wereld voorkomen. De planten gedijen goed op de koude, natte en winderige kalksteenvlaktes die in dat deel van het schiereiland vindbaar zijn. Tussen Eddies Cove en Cook's Harbour, eveneens in het uiterste noordwesten, komt ook de zeer kleine wilgensoort Salix jejuna voor. Deze drie aan het schiereiland endemische soorten zijn tegelijkertijd de enige endemische soorten die heel Newfoundland rijk is.
Een deel van het Nationaal Park Gros Morne strekt zich uit over het uiterste zuiden van het schiereiland. Het huisvest daarenboven verschillende ecologische reservaten, met name Burnt Cape, Sandy Cove, Table Point en Watts Point. Ook een bijzondere rotsformatie, bestaande uit verschillende natuurlijke bogen, is beschermd via het Provinciaal Park The Arches. Er is ook een tweede provinciaal park op het Great Northern Peninsula, namelijk Pistolet Bay.

## Galerij

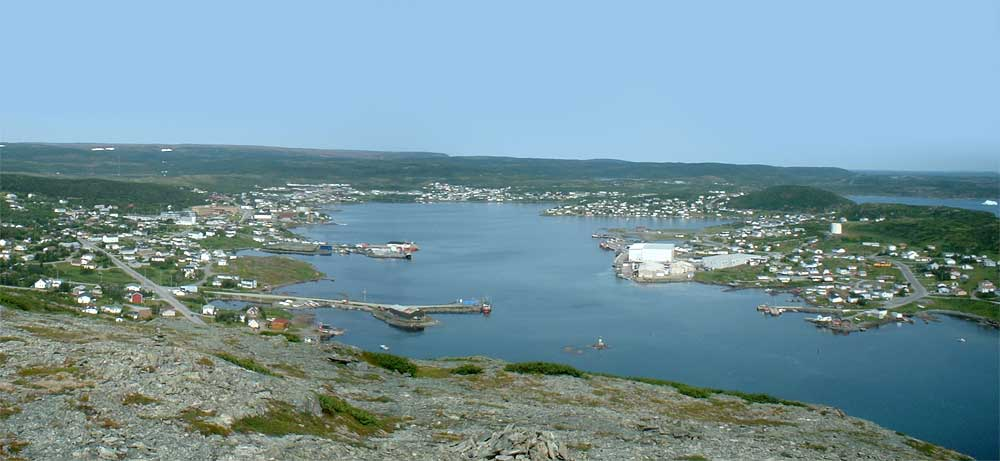
Zicht op St. Anthony, de hoofdplaats van het schiereiland
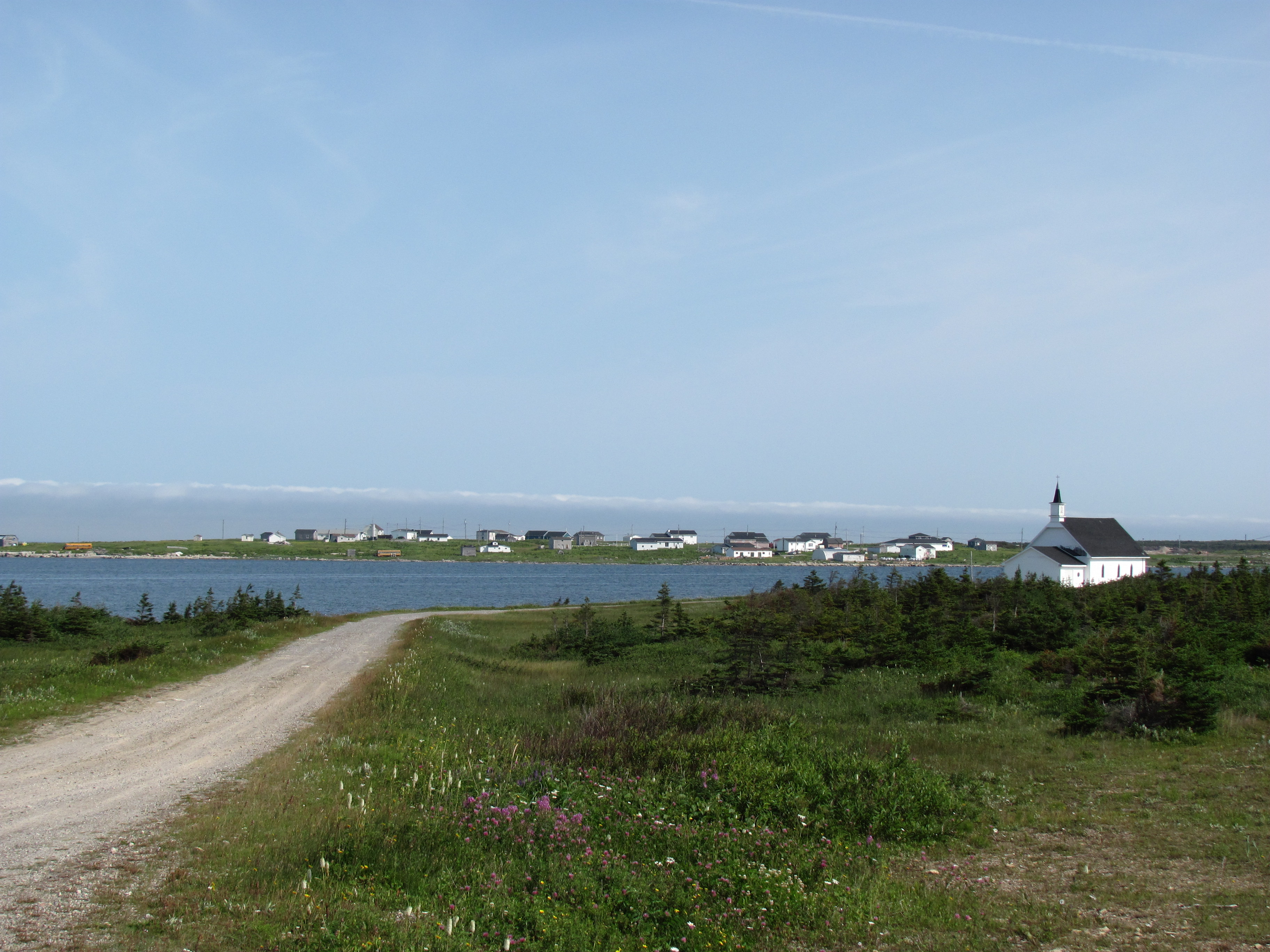
Zicht op het dorp Flower's Cove (aan de noordwestkust)
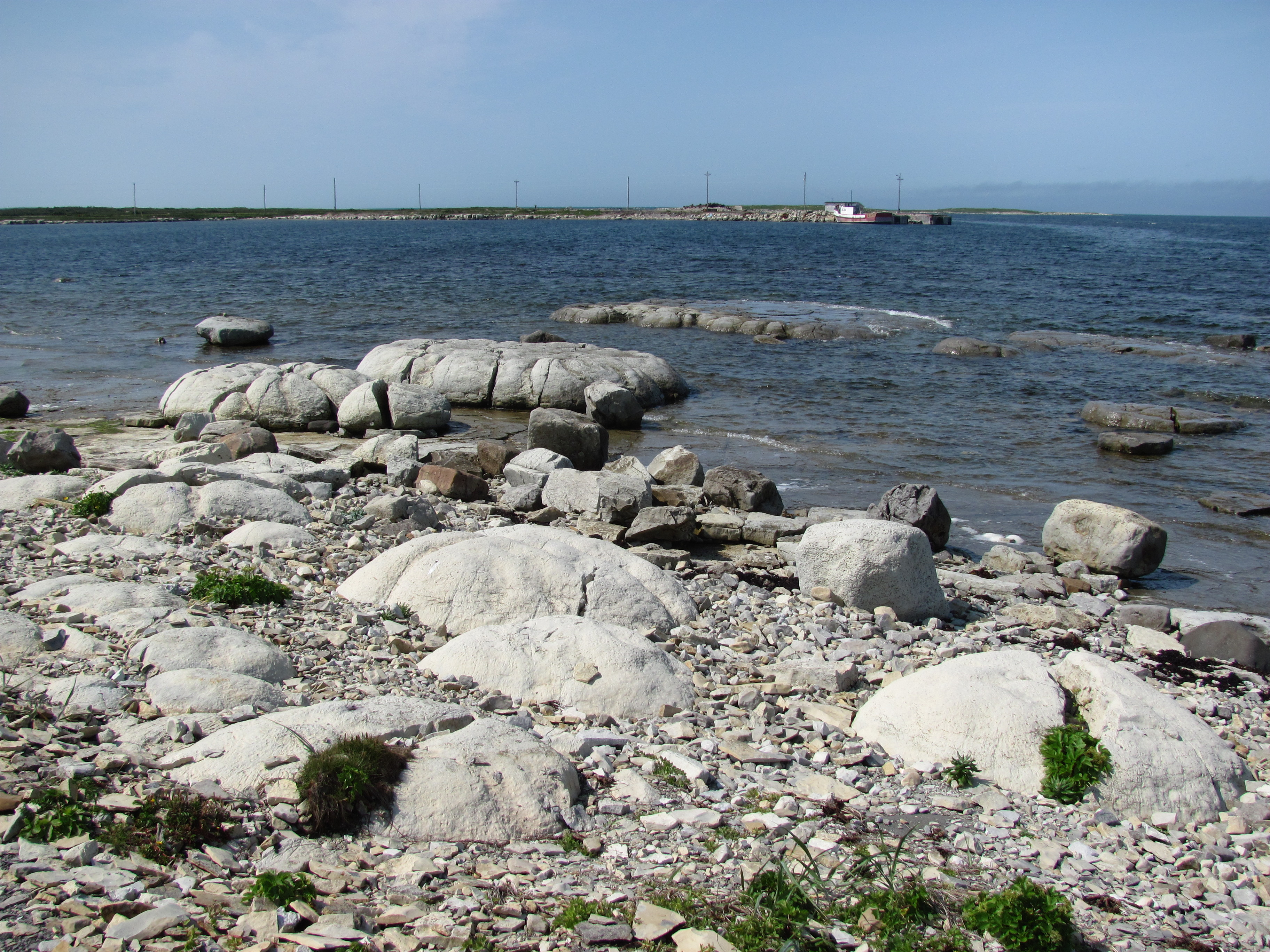
De thrombolieten van Flower's Cove, de enige thrombolieten ter wereld buiten Australië
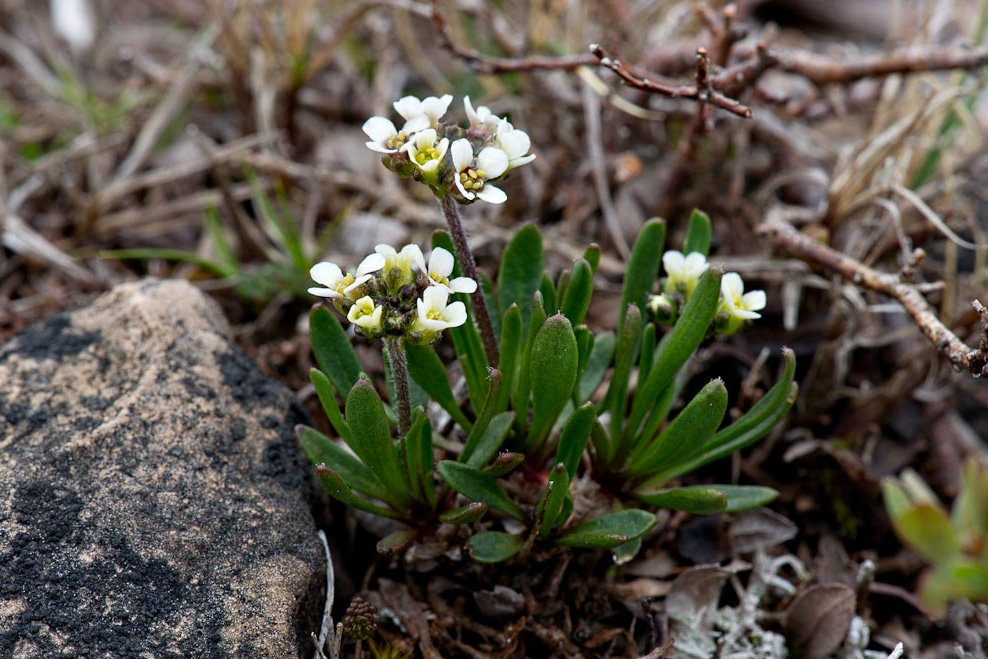
Braya longii, een plantensoort uniek aan het Great Northern Peninsula
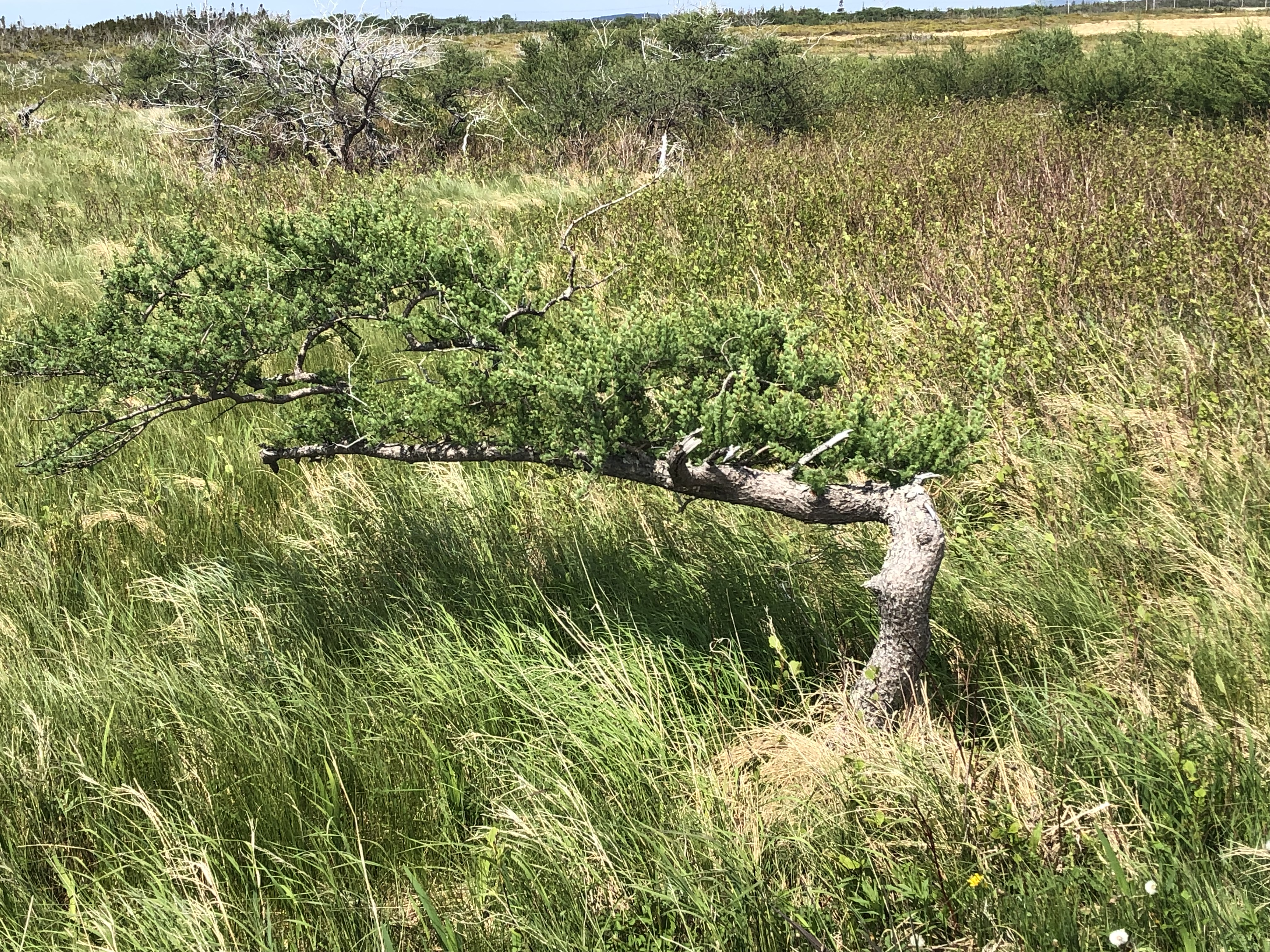
Kleine, kromgroeiende bomen komen veel voor op het schiereiland en staan er bekend als tuckamores
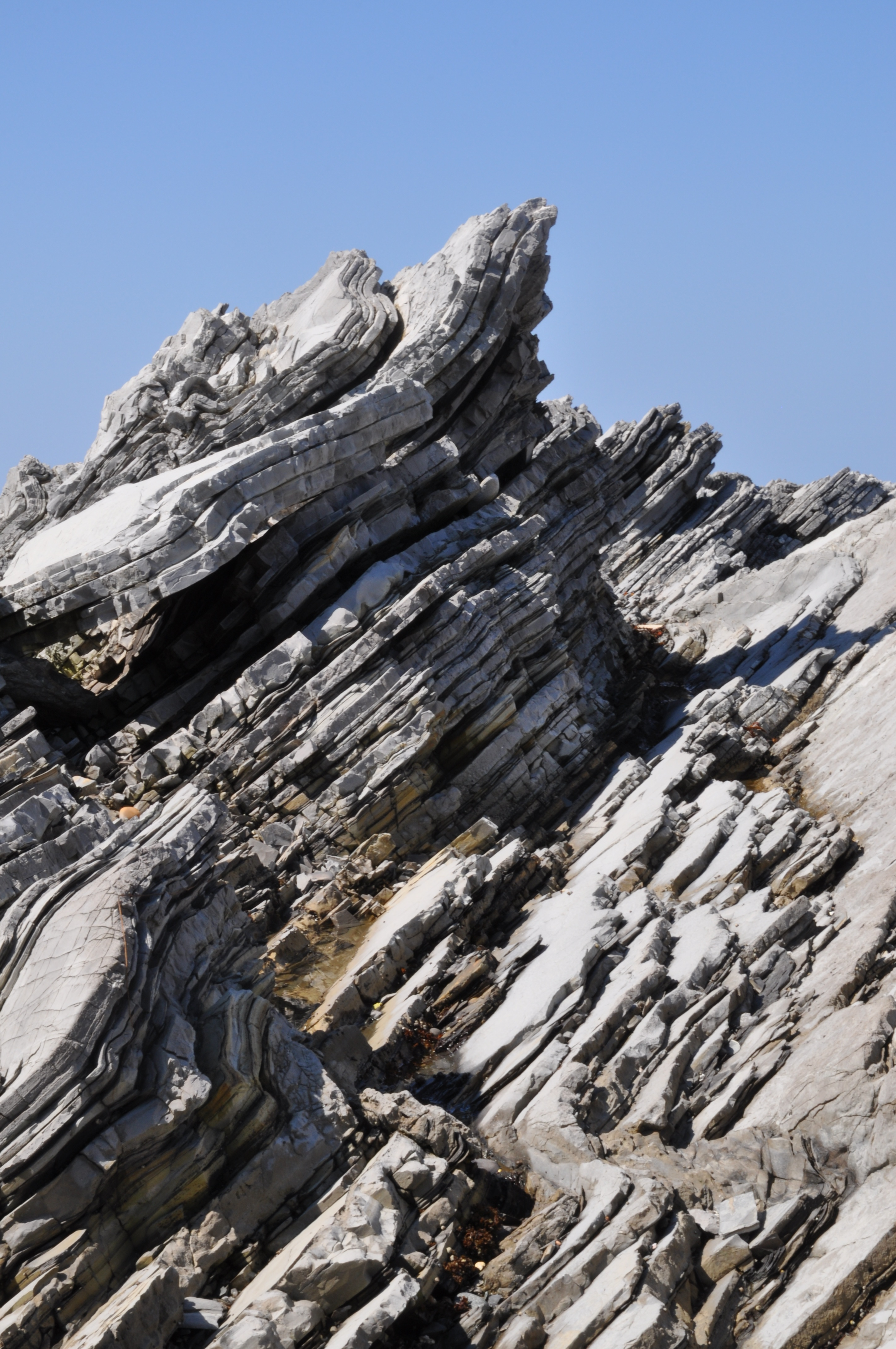
Rotsformaties in de omgeving van Broom Point